# 富久山町八山田
富久山町八山田（ふくやままち　やつやまだ）は、福島県郡山市の大字である。郵便番号は963-8051。

## 地理
郡山市中部の富久山地区に属する。北で喜久田町早稲原、日和田町、東で富久山町福原、南東で富久山町久保田、南で八山田、八山田西、東原、南西で喜久田町、西で喜久田町卸、北西で喜久田町堀之内とそれぞれ隣接する。概ね町村制施行以前の安積郡八山田村の流れを汲む地域である。一級水系阿武隈川水系藤田川右岸支流照内川流域を主な範囲とする。郡山市街地北側の住宅地として大規模な開発が行われ、該当地区が八山田、八山田西、東原として分離新設された結果、現在残る区域はほとんどが農地で占められており、東部を南北に縦断する国道288号以東に牛ケ池団地などの宅地が造成されている。富久山町福原に所在する郡山北警察署富久山交番、及び富久山町八山田に所在する郡山消防署富久山分署がそれぞれ管轄にあたる。

### 主な字
字
- 手良山
- 勝木沢
- 山神久保
- 東平作
- 土布池
- 向作
- 宮脇
- 北久保
- 辻道
- 東大森

- 牛ケ池
- 東永年
- 菱池
- 西永年
- 北作
- 経堂
- 東下
- 舘前
- 八津
- 山崎

- 尾池
- 蛇池
- 池向
- 下屋敷
- 四十坦
- 八俣堀
- 柳池原
- 松ケ作
- 広谷原
- 葉木久保

- 山神後
- 前林
- 一本橋
- 尾池北
- 勝池
- 中台南
- 山神東
- 地蔵面
- 大坦
- 西池頭

- 稲荷林
- 馬放場
- 熊野台
- 室ノ前
- 山道
- 北ノ林
- 大森新田
- 細田原
- 節上原

### 河川・湖沼
一級水系阿武隈川水系
- 阿武隈川
  - 照内川

## 歴史
- 1879年1月27日 - 旧二本松藩領八山田村が福島県内における郡区町村制の施行により安積郡の村となる。
- 1889年4月1日 - 町村制の施行により八山田村が久保田村、福原村と合併し安積郡富久山村が発足する。旧八山田村域は富久山村の大字となる。
- 1937年4月1日 - 富久山村が町制施行し富久山町となる。
- 1965年5月1日 - 富久山町が郡山市、安積郡全町村および田村郡田村町と合併し新たな郡山市が設立され、郡山市の大字となる。

## 世帯数と人口
2024年1月1日現在の世帯数と人口は以下の通りである。
| 大字           | 世帯数    | 人口    |
| -------------- | --------- | ------- |
| 富久山町八山田 | 1,563世帯 | 3,738人 |

## 小・中学校の学区
市立小・中学校に通う場合、学区は以下の通りとなる。
| 番地 | 小学校                 | 中学校               |
| --- | ---------------------- | -------------------- |
| 八俣堀、柳池、柳池原、松ケ作、広谷原 | 郡山市立喜久田小学校   | 郡山市立喜久田中学校 |
| 手良山 | 郡山市立行健小学校     | 郡山市立行健中学校   |
| 山神久保、東平作、土布池、西大森、 東大森、牛ケ池、東永年、菱池、西永年、 北作、池向、八蒔山、室ノ前、勝木沢の一部、 向作の一部、北久保の一部、前林の一部、 一本橋の一部、稲荷林の一部、経堂の一部、 馬放馬の一部、山道、北ノ林、大森新田、上角 | 郡山市立明健小学校     | 郡山市立明健中学校   |
| 上記を除く全域 | 郡山市立行健第二小学校 | 郡山市立明健中学校   |

## 交通

### 鉄道
JR東日本
- 東北本線

### 道路
- 東北自動車道
- 国道4号あさか野バイパス
- 国道288号（旧国道4号）
- 福島県道296号荒井郡山線（会津街道（安積街道））
- 福島県道355号須賀川二本松線（旧々国道4号（奥州街道））線）

## 施設等
- 郡山市立明健中学校
- 郡山市立明健小学校
- 郡山市立行健第二小学校
- 岩瀬書店 富久山店
- 鹿島神社